# Carmelo Rodriguez
Carmelo Rodriguez (Christiansted, 19 dicembre 1992) è un calciatore americo-verginiano, di ruolo difensore.

## Carriera

### Club
Nel 2007 ha esordito con i Rovers.

### Nazionale
Nel 2008 ha esordito nella nazionale americo-verginiana, in una partita di qualificazione ai Mondiali, persa contro Grenada.